# Jan Svoboda (kněz)
Jan Svoboda (* 1. června 1964, Frýdek-Místek) je český římskokatolický kněz, dlouholetý správce farnosti Český Těšín a papežský kaplan.

## Životopis
Dětství prožil v Havířově. Absolvoval gymnázium v Karviné a nástavbové studium geodézie na Střední průmyslové škole stavební v Opavě, poté rok pracoval jako zeměměřičský technik na ostravském Středisku geodézie a absolvoval dvouletou základní vojenskou službu. Od roku 1987 studoval teologii nejprve na Cyrilometodějské bohoslovecké fakultě v Litoměřicích a po obnovení Cyrilometodějské teologické fakulty Univerzity Palackého roku 1990 pak v Olomouci, kde také 5. září 1992 přijal kněžské svěcení. Následně působil jako farní vikář v Luhačovicích, v červenci 1994 se stal administrátorem farnosti Hať a později tamním farářem, v letech 1996 až 1999 navíc spravoval excurrendo farnost Šilheřovice. V roce 1999 se stal také místoděkanem hlučínského děkanátu a roku 2000 jeho děkanem. Dnes působí jako farář v Českém Těšíně. Dne 12. ledna 2012 jej papež Benedikt XVI. jmenoval kaplanem Jeho Svatosti.